# Семёнова, Виктория Григорьевна
Виктория Григорьевна Семёнова (14 августа 1923, Ростов-на-Дону — 4 июня 2016, Мюнхен (район Оберменцинг), англ. Victoria Semionowa, в замужестве также Мондич и Древинг) — радиожурналистка, многолетняя ведущая радио «Свобода» с момента основания радиостанции.

## Биография
Родом из донских казаков. В юности поступила в театральное училище в Ростове-на-Дону, где её застала немецкая оккупация в 1942 году. Поскольку она продолжала обучение и во время оккупации, её семья, опасаясь репрессий, бежала вместе с отступающими немецкими частями — первоначально в Таганрог, затем Мариуполь, Одессу, Румынию, Австрию.
После прихода американцев оказалась в Оберсдорфе в Баварии, откуда после войны переехала в Нью-Йорк (Бруклин), где была актрисой в труппе Сергея Николаевича Дубровского (настоящая фамилия Сверчков). Там же познакомилась с М. Мондичем, агентом НТС, который около года служил в СМЕРШ, а после бегства на запад издал книгу воспоминаний, за которого вышла замуж. В браке родились дети Дмитрий и Анна.
Когда начала формироваться редакция новосозданного радио «Освобождение», вместе с Дубровским и Мондичем вернулась в 1951 г. в Мюнхен. 1 марта 1953 г., после вступительного слова С. Дубровского, Семёнова провела первый выпуск новостей русской редакции Радио «Свобода».
Во время океанского путешествия на лайнере из Германии в США было совершено покушение на М. Мондича, однако по случайности предложенную ему отравленную икру съела Виктория. Она тяжело болела, но выжила.
После смерти М. Мондича в 1968 года от рака вступила в новый брак, приняла фамилию Древинг (позднее брак распался) и продолжала вести передачи радио «Свобода» до 1980-х гг. под своей девичьей фамилией Семёнова.
В. Семёнова была очень религиозной и активно участвовала в жизни православной общины как Нью-Йорка, так и Мюнхена. В связи с этим в редакции возникали конфликты на почве того, что Семёнова отстаивала ориентацию вещания в первую очередь на этнических русских, тогда как ряд других сотрудников радио (А. Галич, редактор В. Матусевич) считали, что радио должно ориентироваться на всех русскоязычных жителей СССР, независимо от вероисповедания и этнического происхождения.
Была одной из героинь документального фильма митрополита Илариона (Алфеева) «Единство верных», выпущенного в 2012 года